# Jan Sheijun
Jan Sheijún (en árabe: خان شيخون‎, transliterado también como Khan Shaykhun) es una ciudad y un subdistrito localizado en el distrito de Maarat an-Numan, en el sur de la gobernación de Idlib. 
Jan Sheijún tiene una altitud de 350 metros y una población de 52 972 habitantes.